# Karl Kurbel
Karl E. Kurbel (* 27. Dezember 1947 in Geislingen an der Steige) ist ein deutscher Wirtschaftsinformatiker und Professor für Wirtschaftsinformatik an der Europa-Universität Viadrina in Frankfurt (Oder).

## Karriere
Von 1969 bis 1974 studierte Kurbel Betriebswirtschaftslehre an der Universität Mannheim. Nach seinem Abschluss als Diplom-Kaufmann folgte 1975 bis 1978 eine Tätigkeit als Wissenschaftlicher Mitarbeiter sowie 1977 die Promotion zum Dr. rer. pol. an der Fakultät für Betriebswirtschaftslehre der Universität Mannheim. 1978 wechselte er nach Berlin. Dort war er von 1978 bis 1982 als Akademischer Rat und Lektor im Fachgebiet Systemanalyse und EDV, Fachbereich Informatik, der Technischen Universität Berlin tätig. 1982 erfolgte die Habilitation am Fachbereich Informatik der TU Berlin und die Zuerkennung der Lehrbefähigung für das Gebiet Angewandte Informatik. Im Anschluss übernahm Kurbel von 1982 bis 1985 eine Professur für Betriebsinformatik an der Fakultät für Wirtschaftswissenschaften der Universität Bielefeld. Von 1985 bis 1990 hatte Kurbel an der Technischen Universität Dortmund den Lehrstuhl für Betriebsinformatik (später Wirtschaftsinformatik) inne. 1990 übernahm er den Lehrstuhl Wirtschaftsinformatik am neu gegründeten Institut für Wirtschaftsinformatik der Westfälischen Wilhelms-Universität in Münster. Von 1995 bis 2016 besaß Kurbel den Lehrstuhl Wirtschaftsinformatik der Europa-Universität Viadrina in Frankfurt (Oder). Zum 31. März 2016 wurde Kurbel emeritiert.
Ferner ist Kurbel Dekan der Virtual Global University (VGU) School of Business Informatics (SBI) mit Sitz in Berlin.
Kurbels Forschungsschwerpunkte sind:
- Globalisierung der Informationsverarbeitung
- Offshoring
- Enterprise Resource Planning
- Supply Chain Management
- Virtuelle Ausbildung & Multimedia

## Schriften (Monografien)
- Enterprise Resource Planning and Supply Chain Management, Springer-Verlag, Berlin, Heidelberg 2013.
- Enterprise Resource Planning und Supply Chain Management in der Industrie, 7. Auflage; Oldenbourg-Verlag, München, Wien 2011.
- The Making of Information Systems – Software Engineering and Management in a Globalized World, Springer-Verlag, Berlin, Heidelberg 2008.
- Produktionsplanung und -steuerung im Enterprise Resource Planning und Supply Chain Management, 6. Auflage, Oldenbourg-Verlag, München, Wien 2005 (1. Aufl. 1993).
- Programmierung und Softwaretechnik, Addison-Wesley-Verlag, Bonn 1997.
- Entwicklung und Einsatz von Expertensystemen – Eine anwendungsorientierte Einführung in wissensbasierte Systeme, 2. Auflage, Springer-Verlag, Berlin et al. 1992 (1. Aufl. 1989).
- Programmentwicklung, 5. Auflage, Gabler-Verlag, Wiesbaden 1990 (1. Aufl. 1979).
- Programmierstil in Pascal, Cobol, Fortran, Basic, PL/1, Springer-Verlag, Berlin 1985.
- Software Engineering im Produktionsbereich, Gabler-Verlag, Wiesbaden 1983.
- Simultane Produktionsplanung bei mehrstufiger Serienfertigung – Möglichkeiten und Grenzen der Losgrößen-, Reihenfolge- und Terminplanung, Erich Schmidt Verlag, Berlin 1978.